# Toyota Ractis
La Toyota Ractis est une automobile de type minispace, produite du constructeur automobile japonais Toyota . Sa deuxième génération est connue en Europe sous le nom de Toyota Verso-S et de Subaru Trezia.

## Première génération (2005 - 2010)
La première génération de Ractis est lancée en octobre 2005. Réservée au marché japonais, elle y a succédé à la Fun Cargo, nom donné au Japon au modèle vendu en Europe sous l'appellation Toyota Yaris Verso.
Il s'agit d'un petit monosopace à 5 places, développé sur la base de la Vitz.

### Carrière
Ses ventes ont atteint les 75 000 unités en 2006, sa première année pleine. Elle se classait alors 12e au classement général des ventes et était la 5e Toyota la plus diffusée au Japon cette année-là.
En 2007, ses ventes ont fléchi de près de 30 %, s'établissant à 53 000 unités et reculant de la 12e à la 25e place du classement général. En 2008 toutefois, la Ractis est parvenue à limiter sa baisse (51 000 ventes) et remontait à la 22e place des ventes du pays. En 2009, la Ractis a perdu à nouveau cinq places, avec 45 000 ventes.

## Deuxième génération (2010 - 2016)
La deuxième génération de Ractis est sortie en toute fin d'année 2010 au Japon.
Elle est importée en Europe depuis mars 2010 sous l'appellation Toyota Verso-S et se retrouve aussi dans le catalogue Subaru, alors rebaptisée Trezia.
Au Japon, la Ractis reste uniquement disponible en moteur essence (il existe un diesel pour l'Europe) ainsi qu'en automatique (uniquement CVT désormais) et elle se décline en traction ou quatre roues motrices alors que seules les versions à traction sont proposées en Europe.
Le Verso-S est restylé en 2014.